# نياندرتال

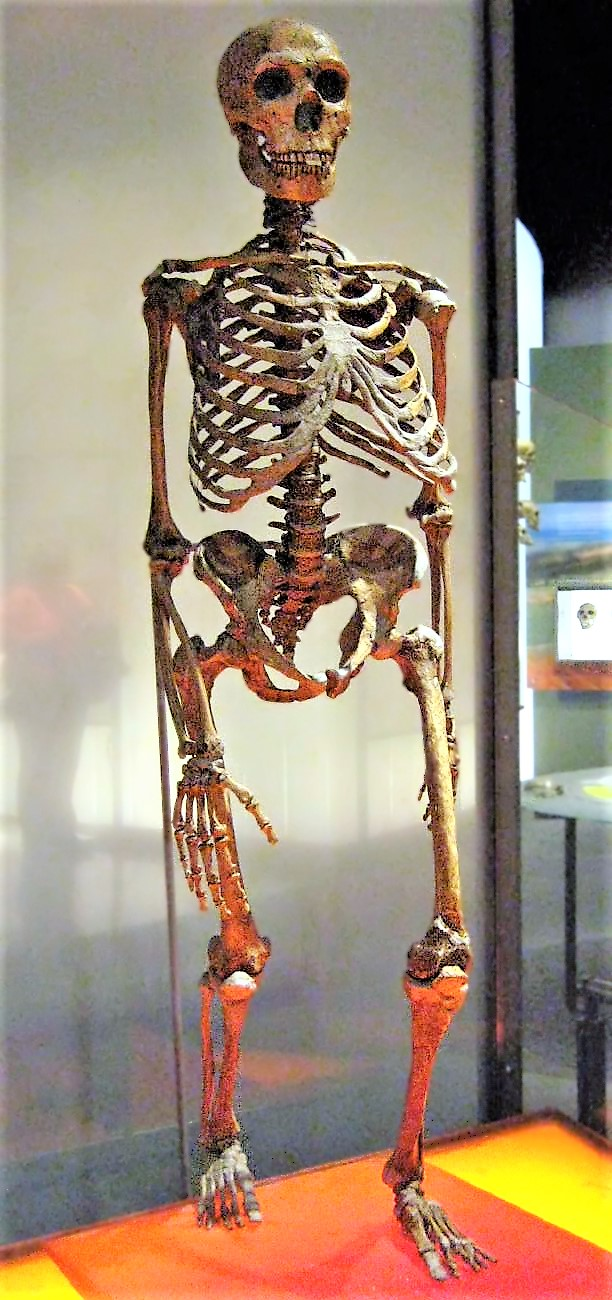
إعادة تشكيل هيكل عظمي لإنسان نياندرتال.

المناطق التي عثر فيها على حفريات النياندرتال

نياندرتال (باللاتينية: Homo neanderthalensis) أو الإنسان البدائي هو أحد أنواع جنس هومو الذي استوطن أوروبا وأجزاء من غرب آسيا وآسيا الوسطى. تعود آثار نياندرتال البيئية التي وجدت في أوروبا لحوالي 350,000 سنة مضت.
انقرض إنسان نياندرتال في أوروبا قبل حوالي 24,000 سنة مضت.
عاش إنسان نياندرتال في أوروبا وآسيا الغربية (المساحة الممتدة من إسبانيا وحتى أوزبكستان في فترة تزامنت مع العصر الجليدي الذي جاب معظم أرجاء أوروبا وآسيا قبل مائتين وثلاثين ألف سنة. وكشفت أحدث الدراسات عن وجود هذا الإنسان في فلسطين وليبيا بالقرب من بلدة بلغراي تؤكد معاصرة هذا الإنسان للإنسان المعاصر ويعتقد العلماء بأن أجسامهم القصيرة والممتلئة والقوية هي من أهم أسباب بقائهم في العصر الجليدي. وبمراجعة الأدوات المكتشفة معهم عرفوا بأنهم صيادون ماهرون ويتغذون على الطرائد. ويسجل العلماء بأنهم كانوا يصطادون في جماعات وفرق مما أدى إلى مواجهة مصاعب الصيد والحيوانات المفترسة الأخرى. يسجل لهذا الإنسان مقدرته على الكلام ولكن يلاحظ عليه افتقاره لتركيب الكلمات المعقدة
أو تكوين مفاهيم أكثر تعقيدا كالفن وغيره فقد ظلوا بدائيين جداً. کان معدل حجم مخ النیاندرتال البالغ أكبر من معدل حجم المخ للإنسان الحالي بنسبة 10% تقریبا. لا يعرف إلى الآن سبب انقراض هذا النوع من البشر، ولكن بعض الدراسات رجحت أن عيونه الكبيرة كانت أحد الأسباب لانقراضه.
يعود تاريخ أقدم مستحاثات النياندرتال في أوروبا إلى ما بين 450000 و 430000 عامًا، توسع النياندرتال بعد ذلك في جنوب غرب ووسط آسيا. يعرف النياندرتال من خلال العديد من المستحاثات وكذلك مجموعات الأدوات الحجرية. تدعى كل التجمعات التي تقل أعمارها عن 160000 سنة حضارة موستيرية، والتي تتميز بأدوات مصنوعة من رقائق الحجر.
كان النياندرتال ذوي بنية ضخمة مقارنة بالإنسان الحديث، وامتلكوا أرجل أقصر وأجساد أكبر. وكان ذلك على الأرجح تكيفًا للحفاظ على الحرارة في المناخات الباردة بحسب قاعدتي بيرجمان وآلن. امتلك ذكور وإناث النياندرتال قحف جمجمة بلغ متوسط حجمه 1600 سم مكعب للذكور (98 إنش مكعب) و 1300 سم مكعب للإناث (79 انش مكعب). وهي ضمن نطاق قيم الإنسان الحديث. بلغ متوسط طول الذكور نحو 164 إلى 168 سم (65 إلى 66 إنش) وطول الإناث 152 إلى 156 سم (60 إلى 61 إنش).

## الاسم والتصنيف
سمي النياندرتال نسبة لأحد المواقع الأولى التي اكتُشفت فيها أحافيرهم في منتصف القرن التاسع عشر في وادي نياندر شرق مدينة دوسلدورف في ولاية الراين بمملكة بروسيا (تدعى الآن شمال الراين - وستفاليا في ألمانيا الحالية). سمي الوادي بهذا الاسم نسبة ليواخيم نياندر.
كانت مستحاثة النياندرتال الأولى تعرف باسم (جمجمة نياندرتال) في مؤلفات علم التشكل، وكان تمثيل الجسد الذي أعيد تشكيله على أساس الجمجمة يسمى أحيانًا رجل النياندرتال. اقُترح اسم إنسان النياندرتال الذي وسع شمولية اسم رجل النياندرتال من السمة الفردية للمستحاثة إلى المجموعة بأكملها لأول مرة من قبل عالم الجيولوجيا الإيرلندي وليام كينج في ورقة تلاها أمام الجمعية البريطانية في عام 1863.
تباينت آراء العلماء منذ اكتشاف مستحاثات النياندرتال حول ما إذا كان ينبغي اعتبار النياندرتال نوعًا منفصلاً (إنسان النياندرتال) أو نوعا فرعيًا (إنسان النياندرتال العاقل) متعلقا بالإنسان العاقل. وصف سفانت بابو في عام 2014 هذه الخلافات التصنيفية بأنها غير قابلة للتسوية من حيث المبدأ «لأنه لا يوجد تعريف للأنواع يصف الحالة تمامًا.» [5] يعتمد السؤال على تعريف الإنسان العاقل باعتباره نوع زمني، والذي كان أيضًا في تغير دائم طوال القرن العشرين. طرح الأشخاص الذين فضلوا تصنيف النياندرتال كنوع فرعي اسم (فرع الإنسان العاقل) على سكان أوروبا الاوائل الذين عاشوا في أوروبا خلال نفس الوقت الذي عاش فيه النياندرتال، بينما يستخدم الأشخاص الذين يفضلون تصنيف النياندرتال كنوع منفصل اسم الإنسان العاقل للدلالة على الإنسان الحديث.
كانت النظرة السائدة عن إنسان النياندرتال خلال بداية القرن العشرين متأثرة بآراء آرثر كيث ومارسيلين بول والتي تميل إلى المبالغة في تقدير الاختلافات التشريحية بين إنسان النياندرتال والإنسان الأوروبي الحديث الأول. أكدت عمليات إعادة التشكيل لهيكل النياندرتال ابتداءً من ثلاثينيات القرن العشرين على التشابه وليس الاختلافات عن البشر المعاصرين. كان من الشائع بشكل كبير خلال أربعينيات وحتى سبعينيات القرن العشرين استخدام اسم التصنيف الفرعي لإنسان النياندرتال العاقل أكثر من الإنسان العاقل. تمت صياغة فرضية (تعدد المصادر) للإنسان الحديث في الثمانينيات بناءً على هذه الأسس، حيث اقترحت وجود سلسلة من المواقع الأحفورية في كل من أوروبا وآسيا. واقتُرح حدوث تهجين بين النياندرتال والإنسان الأوروبي الحديث الأول بناء على أسس الهياكل العظمية منذ أوائل القرن العشرين، ووجدت هذه الفكرة دعمًا متزايدًا في أواخر القرن العشرين  حتى عُثر على دليل تهجين النياندرتال في جينات الإنسان الحديث في عام 2010.
```
ظهر الإنسان المنتصب منذ حوالي 1.8 مليون سنة وبقي موجودًا لوقت طويل في أنواع فرعية مختلفة في جميع أنحاء 
أوراسيا
.
```

يقدر وقت التباعد بين النياندرتال والإنسان العاقل بين 80000 و 400000 عام. اقترح هذا الوقت انديكوت في عام 2010 وريوكس في عام 2014.
نتج الاختلاف بين الإنسان العاقل العريق القديم وأسلاف النياندرتال والدينيسوفان عن ظاهرة عنق الزجاجة السكانية الأخيرة التي جرت منذ 744000 عامًا، إلى جانب أحداث اختلاط متكررة، وانفصال الدينيسوفان عن إنسان النياندرتال بعد 300 جيل حسب العالم روجرز وآخرون في عام 2017.
اعتًقد أن إنسان هايدلبيرغ الذي يرجع تاريخه إلى ما بين 600000 إلى 300000 عام كان سلفًا مشتركًا للنياندرتال والإنسان الحديث. ومع ذلك يبدو أن الأدلة الوراثية المأخوذة من حفريات كهوف سيما دي لوس هويسوس والتي نشرت في عام 2016 تشير إلى أن إنسان هايدلبيرغ يجب أن يُدرج في سلالة النياندرتال تحت اسم (ما قبل النياندرتال) أو (النياندرتال الأولي)، ويعود وقت التباين بين النياندرتال والسلالات الحديثة إلى ما قبل ظهور إنسان هايدلبيرغ (نحو 600000 إلى 800000 سنة) وهو العمر التقريبي لإنسان السلف.
إن سبب التباينات التصنيفية بين إنسان هايدلبيرغ والنياندرتال هي الفجوة الأحفورية في أوروبا بين 300000 و 243000 عام مضت. يعود النياندرتال بحسب ما هو متفق عليه إلى ما بعد هذه الفجوة. يزداد غنى السجل الأحفوري بشكل كبير منذ 130000 سنة وحتى الآن. تشكل العينات الأحدث من ذلك التاريخ النسبة الأكبر من الهياكل العظمية المعروفة للنياندرتال وهي العينات الأولى التي تمت دراستها تشريحيًا بشكل كامل. يمكن استخدام مصطلح (النياندرتال التقليدي) في الدراسات الشكلية للدلالة على مجموعة النياندرتال الذين تقل أعمارهم عن 71000 سنة.

## الانقراض
وفقًا لدراسة أجراها توماس هيغام وزملاؤه في عام 2014 على عينات عضوية جُمعت من عدة مناطق أوروبية مات النياندرتال في أوروبا في فترة ما بين 41000 و 39000 عامًا مضت. [d] تقترح التواريخ الجديدة الآن دليلًا على بقاء النياندرتال في أيبيريا حتى 42000 عام مضت  حيث كان يعتقد في السابق بقاءه منذ 24000 عاما فقط.
وصل البشر المعاصرون إلى مناطق أوروبا التي تطل على البحر المتوسط منذ ما بين 45000 و 43000 عام، لذلك تشارك نوعين مختلفين من البشر أوروبا لعدة آلاف من السنين. لا يزال وصف طبيعة التفاعل البيولوجي والثقافي بين النياندرتال وغيرهم من المجموعات البشرية موضع خلاف.
السيناريوهات المحتملة لانقراض النياندرتال هي:
1. شكل النياندرتال أنواع المنفصلة عن البشر المعاصرين وانقرضوا (بسبب التغير المناخي أو التفاعل مع البشر المعاصرين) وحل مكانهم البشر المعاصرون الذين انتقلوا إلى موطن النياندرتال قبل 45000 إلى 40000 عام.[29] اقترح جاريد دياموند سيناريو حدوث صراع عنيف بينهم.[30]
2. شكل النياندرتال سلالات معاصرة ولدت مع سلالات البشر الحديثة واختفت من خلال الامتصاص (نظرية التهجين).
3. الكارثة البركانية.

### تغير المناخ
بدأ المناخ منذ حوالي 55000 عام بالتقلب بعنف من ظروف البرد القارس إلى البرد المعتدل والعودة مرة أخرى خلال عقود. كانت أجسام النياندرتال مناسبة تمامًا للبقاء على قيد الحياة في المناخ البارد، حيث تخزن صدورهم وأطرافهم السمينة حرارة الجسم أفضل من البشر الأوربيون الحديثون الاوائل. انقرض النياندرتال في أوروبا منذ ما بين 41000 و 39000 عام متزامنًا مع بداية فترة شديدة البرودة.
توحي مصادر المواد الخام وفحص بقايا الحيوانات الموجودة في جنوب القوقاز أنه ربما تمتع البشر المعاصرون بفرصة أكبر للبقاء على قيد الحياة، حيث كان بإمكانهم استخدام العلاقات الاجتماعية للحصول على موارد من منطقة أكبر. تم صنع أكثر من 95% من القطع الحجرية في نهاية العصر الحجري القديم الأوسط وبداية العصر الحجري القديم العلوي من مواد محلية، مما يشير إلى أن النياندرتال حصروا أنفسهم باستخدام الموارد المحلية فقط.

### التعايش مع البشر المعاصرين
في نوفمبر / تشرين الثاني عام 2011: اعتبرت المستحاثات التي أُجريت عليها الاختبارات في أكسفورد في بريطانيا (كان يُعتقد سابقًا أنها أسنان تعود لأطفال نياندرتال، وتم اكتشافها في عام 1964 من قبل جروتا ديل كافالو في إيطاليا) أقدم بقايا بشرية حديثة تم اكتشافها في أي مكان في أوروبا حيث يعود تاريخها إلى ما بين 43000 و 45000 سنة مضت. [170] وبالنظر إلى الدراسة التي أجراها توماس هيغام في عام 2014 على عظام النياندرتال وأدواتها والتي تشير إلى أن النياندرتال انقرضوا في أوروبا في فترة تتراوح بين 41000 و 39000 سنة، فإن نوعي البشر المختلفين قد تشاركوا مناطق أوروبا لمدة تصل إلى 5000 عام. ومع ذلك يختلف العلماء حول طبيعة التفاعل الحيوي والثقافي بين النياندرتال وغيرهم من المجموعات البشرية.
لقد تعايش البشر المعاصرون مع النياندرتال في أوروبا منذ حوالي 45000 عام وربما قبل ذلك. سكن النياندرتال تلك القارة قبل وقت طويل من وصول البشر المعاصرين. يحتمل أن يكون البشر المعاصرون قد أدخلوا مرضًا ساهم في انقراض النياندرتال، بالإضافة إلى وجود تفسيرات أخرى حديثة لانقراضهم. تكيف أسلاف النياندرتال عندما غادروا إفريقيا منذ أكثر من 800000 عام مضت مع مسببات الأمراض في بيئتهم الأوروبية على عكس البشر المعاصرين الذين تكيفوا مع مسببات الأمراض في افريقيا. تسمى هذه الحركة العابرة للقارات بنظرية الخروج من إفريقيا. إذا حدث اتصال بين البشر والنياندرتال في أوروبا وآسيا فقد يكون أول اتصال بينهم مدمراً لأفراد النياندرتال، لأنه كان من المفترض امتلاكهم مناعة ضعيفة (إن وجدت) تجاه مسببات الأمراض الأفريقية. تظهر الأحداث التاريخية الأحدث في أوراسيا والأمريكتين نمطًا مشابهًا حيث أدى الإدخال غير المقصود لمسببات الأمراض الفيروسية أو البكتيرية إلى الأفراد الذين لا يملكون مناعة ضدها إلى وفيات جماعية وانقراض السكان المحليين. المثال الأكثر شهرة على ذلك هو وصول كريستوفر كولومبوس إلى العالم الجديد حيث جلب معه الأمراض الغريبة وأدخلها عندما وصل هو وطاقمه إلى مجموعات سكان محلية لا تملك أي مناعة ضدها.

## النياندرتال في الثقافة العامة
تم تصوير إنسان نياندرتال في الثقافة الشعبية وشمل ذلك ظهوره في المؤلفات الأدبية والوسائط المرئية والكوميديا. غالباً ما كانت البرامج الفنية في أوائل القرن العشرين تقدم إنسان النياندرتال كمخلوق متوحش ملقين الضوء على شعره الكثيف وبشرته الداكنة.

## الحمض النووي للنیاندرتال ومقارنته بالإنسان الحالي
تشير المستحاثات إلى أن الإنسان الحالي لم يكن الوحيد على الأرض، وإنما الأخير فقط. إذ عاشت قبله أنواع أخرى من البشر. ومن المثير أن الإنسان الراهن عاصر إنسانا آخر لفترة حوالي 150.000 عام هو الإنسان المسمى: النيندرتال، وحدث هذا حتى قبل حوالي 35 ألف سنة فقط. هذا الأمر يطرح عدة تساؤلات: متى انفصل النيندرتال عن الشجرة الرئيسية للإنسان؟ ولماذا فشل إنسان النيندرتال وانقرض في حين نجح الإنسان الحالي في تجربة «الصراع على البقاء»؟
تمكن العلماء من وضع خريطة الجينوم لجزء كبير من مورثات النيندرتال، بواسطة تقنية جديدة. الفرق بين مورثات النيندرتال ومورثات الإنسان الحالي ستستخدم لمعرفة السر خلف نجاح الإنسان الحالي وفشل إنسان النياندرتال. وتعيين مدى علاقة كل منهما بالآخر.
منذ عام 1856م، حيث تم اكتشاف مستحاثة إنسان النيندرتال لأول مرة، تحيط بهذا الإنسان الكثير من الأسرار. وحتى عام 2013م كان الاعتقاد سائداً وسط العلماء باستحالة وضع خريطة كاملة لجينوم هذا الإنسان؛ ولكن علماء أمريكيين وسويديين وألمان يقومون بوضع هذه الخريطة الآن. خلف هذا النجاح تقف تقنية جديدة تسمح بفك شفرة المورثات بسرعة تزيد بمئة مرة عما كان الوضع عليه في السابق.
النيندرتال سيكون هو الكائن المنقرض الأول الذي وضعت له خريطة جينوم، مما سيمكن من الكشف عن معلومات كثيرة لفك أحجية هذا الإنسان. والأكثر أهمية، أنه سيحدثنا عن أنفسنا أو على الأقل عن سكان أوروبا من خلال مقارنة الحمض الجيني للنيندرتال مع حمضنا الجيني ليمكن أن نتعرف على المورثات التي جعلتنا نتفوق على الآخرين.
في العام 2010 نشرت صحيفة ساينس معلومة مفادها أن الحمض النووي للنياندرتال مشابه للحمض النووي لإنسان اليوم بنسبة 99.7%.
ما نعرفه اليوم أن النيندرتال عاش في أوروبا عندما كانت تختلف اختلافا كبيرا عن أوروبا الحالية. لقد كانت أوروبا تمر بفترة العصر الجليدي وتملك من الحيوانات ما يمكن مقارنته بأفريقيا اليوم، ولكن في جو بارد. كانت سهول أوروبا مملوءة بقطعان من البيزون والأحصنة المتوحشة إضافة إلى الماموث ووحيد القرن الصوفي، عاشت جميعها جنباً إلى جنب مع الأسود والضباع والنمور.
النيندرتال الأوروبي هو فرع من الشجرة التي ظهر منها الإنسان الحالي. وقد جاء من أفريقيا في وقت مبكر. كان إنسان النياندرتال ذا بنية قوية وقصيرة وصيادا ماهرا يتقن إشعال النار وصناعة الرماح، كما كان يقوم بدفن موتاه.
قبل حوالي 150 ألف سنة، وعندما كان إنسان النياندرتال منتشرا في عموم أوروبا وفي أقسام من آسيا الداخلية، نشأ جنس الإنسان الهومو سابينس لأول مرة من الجد الأقدم لإنسان النيندرتال الذي بقي في أفريقيا، ثم نزح من أفريقيا إلى أوروبا مرة ثانية بعد تطوره إلى هومو سابينس قبل نحو 45.000 سنة.
عندما وصل الإنسان الجديد إلى أوروبا شكل تحدياً لوجود النيندرتال.وبدأ العد التنازلي لقدرة النياندتال على البقاء ومنافسة الإنسان الجديد. لا أحد يعرف بالضبط كيف حدث هذا، ولكن المستحاثات واللقى التي عثر عليها في أنحاء متفرقة من أوروبا تشير إلى أن الإنسان الجديد وصل إلى أوروبا من الشرق والجنوب الشرقي قبل حوالي 45 الف سنة، وعاصرا الإنسان الأقدم لفترة تقترب من 15 ألف سنة؛ د، وهي الفترة التي يصبح فيها إنسان النيندرتال الأخير محشورا في منطقة شبه جزيرة إيبيريا، حيث تقع حاليا إسبانيا والبرتغال.
لا يوجد ما يدل على حدوث إبادة جماعية، لكن لربما خسر الإنسان الصراع على الطعام أو لربما اختلطا عرقياً مع الإنسان الجديد. ولكن الاحتمال الأخير يفترض أن يكونوا قد تركوا آثارهم الجينية في الإنسان الحالي، وهذا هو محل دراسات العلماء.
وفي دراسة هي الأولى من نوعها تبين أنه قد حدث اختلاط جيني بين النياندرتال والبشر قبل 150 ألف عام.
وقد وصفت دراسة حديثة نشرتها مجلة نيتشر التسلل الجينومي الكامل لخمسة من البشر البدائيين الذين يُعرفون باسم «إنسان نياندرتال المتأخر» والذين كانوا قد عاشوا قبل 39 ألف إلى 47 ألف سنة.

## تقنية تحليل الجينات
قد يظهر للبعض استحالة إمكانية استخراج الخارطة الجينية من مستحاثة لها من العمر حوالي 40 ألف سنة. وكان هذا الاعتقاد سائدا حتى عام 2012/2013.وحتى العلماء الذين يجرون إعداد الخريطة اليوم وهم العالم السويدي Svante Pääbo من معهد ماكس بلانك الألماني في لايبزيغ، وزميله الأمريكي Edward Rubin من مختبر بيركلي في كاليفورنيا كانوا ممن يعتقدون في صعوبة ذلك.
تكنيك تحديد المورثات جرى تطويره بشكل كبير في السنوات الأخيرة واليوم (2013) أصبح أسرع وأرخص. الهدف من التطوير كان للوصول إلى إمكانية ان يتمكن كل طبيب من معالجة المرضى على خلفية خريطتهم الجينية الشخصية. حاليا تجري شركات البيوتكنيك تطوير مالايقل عن 20 طريقة جديدة للتحليل الجيني لوضع خريطة الجينيوم. الشركة المسماة 454 Life Sciences، مثلا ابتكرت طريقة متطورة تجعل العملية أسرع بمئة مرة من السابق، من خلال القيام بعدة تحاليل في وقت واحد وبشكل متوازي.
هذا الأمر أعطى العالم السويدي Svante Pääbo، فكرة وضع خريطة الجينوم لإنسان النيندرتال، ليبدء بجمع عينات العظام من متاحف العالم الطبيعية، حيث يوجد 300 لقية عظمية، ليتمكن في النهاية مع زميله الأمريكي من تقديم خارطتين الأولى تحوي على مليون والثانية على 65 الف زوج جيني لنيندرتال.
نتائج كلا الخريطتين تتفقان مع بعضهم البعض ويكشفان للمرة الأولى ان العظام تعود لرجل. إضافة إلى ذلك تظهر النتائج ان خط تطور الإنسان والنيندرتال قد افترقا قبل حوالي 500 الف سنة. وأيضا اظهرت النتائج ان كلا النوعين لم يختلطا جينيا، ولكن العلماء حذرين في استخلاص النتائج النهائية، انطلاقا من أن المليون زوج جيني ليسوا إلا نقطة في بحر، بالمقارنة مع ان الجينوم العام يبلغ ثلاثة مليارات زوج جيني. إضافة إلى ذلك تعطي معلومات عن فرد واحد فقط، ومن الممكن ان يكون هناك اختلاف بين المجموعات في المناطق المتعددة. الجواب الأخير على فيما إذا كان النيندرتال يستطيع التزواج مع الإنسان يمكن الحصول عليه عندما ينتتهي إنشاء خريطة الجينوم كاملة، ويفضل ان تكون من عدة عينات من مناطق مختلفة، ورغم ذلك في عام 2015 كشفت عظام فك سفلي عثر عليها في رومانيا عام 2002 حدوث تزاوج بين الإنسان العاقل وإنسان نياندرتال في أوروبا قبل نحو 40 ألف عام، وتبين أن الإنسان الذي يعود له الفك يحمل الكثير من الحمض النووي لإنسان النياندرتال بدرجة أكبر من أي إنسان آخر شوهد حتى الآن من العصر الحديث أو الإنسان الأقدم نسبياً.
وعلى كل حال فهذا أحد السؤالين الكبيرين فقط، فالسؤال الثاني هو: لماذا اختفى النيندرتال.
وإذا لم يكن قد اختفى بسبب ذوبانه جينيا في الهومو سابينس (الإنسان العاقل)، أو بسبب إبادة جماعية فلا يبقى إلا احتمال واحد ممكن: لقد فشل في المنافسة على الموارد وبالتالي في الصراع على البقاء، امام الإنسان الجديد، حسب توضيح العالم Richard Klein، من جامعة ستينفورد الأمريكية.
حيث ان كلا الإنسانين كانوا يعيشون على الصيد وجمع النباتات، ولكن الإنسان الجديد عندما جاء إلى أوروبا كان يملك حنكة أبرع وأكثر تطورا.وعلى الأغلب يملك أيضا بنية اجتماعية مختلفة وسلوكا مختلفا، ساعده على استغلال الطبيعة بشكل أكثر فعالية.يصطلح على الإنسان المعاصر بأنه Homo sapiens sapiens.

## الإنسان الحديث يملك قدرات أفضل

تفرع الإنسان الحديث من أجناس قديمة Homo. المحور الأفق يمثل التوزيع الجغرافي ويمثل المحور الرأسي الزمن بالمليون سنة ؛ السنة 0 هي الوقت الحاضر. يمثل اللون الأزرق وجود بعض الأجناس في الماضي في أنحاء مختلفة من العالم.الإنسان العارف خرج من أفريقيا وانتشر في الأرض.نشأ من النياندرتال من انسان هايدلبرغ وتعايش مع الأنسان الحديث نحو 40.000 ألف سنة وتمازج معه وانقرض قبل نحو 30.000 سنة (هذا ما تشير إليه الاكتشافات العلمية إلى أن يكتشف ما يغير ذلك).

العالم «ريتشارد كلين» يعتقد ان النيندرتال انقرض بسبب الجوع، وان هذا الامر جرى بشكل سريع، حوالي مئتين من السنوات لكل مجموعة. هذا التوضيح يتطابق مع الصورة التي تظهر أن الإنسان الجديد كان يمر بمرحلة ازدهار إبداعي في فترة ماقبل 70 الف سنة، رافقتها انتشار سريع في مختلف المناطق اجبرت الأنواع الأخرى من البشر على الانحسار. فكرة «الانفجار أو الازدهار الإبداعي» تجد جذورها في العديد من الملحوظات. ليس أقلها معرفتنا بأن الإنسان الجديد لم يبدأ الهجرة والتوسع بالانتشار إلا قبل 60-70 الف سنة، بالرغم من أن المستحاثات التي عثر عليها وتعود له، تظهر انه كان موجودا كنوع منذ 200 الف سنة. مالذي جعله يتأخر بالانتشار؟
وقت هجرته تتطابق مع فترة بدء ظهور زخم أكبر من الأدوات المتطورة والمنتجات الفنية، وإضافة إلى ذلك يظهر تحليل مورثات الإنسان الحالي ان جميع البشر خارج أفريقيا ينتمون إلى المجموعة نفسها التي تعيش في شرق أفريقيا. هذا يقدم لنا صورة عن حدوث تغيير نوعي عند الأجداد الأوائل جعلهم أكثر قدرة على الإبداع مما مهد الطريق لانتشارهم بفترة قصيرة والتضييق على الأنواع الأخرى وإخراجها من حلبة المنافسة خاسرة.
هذا التغيير النوعي هو الأساس الذي جعل نوعنا متفوقا على بقية الأنواع الإنسانية وهو الذي ميز الإنسان الحالي وهو الذي خلق القدرة لدينا للابداع في الصيد والزراعة والثقافة، والفرق الجيني بيننا وبين النيندرتال يمكنه ان يهدينا إلى هذه الجينات تحديداً.
ثلاثة ملايين اختلاف يفرق بيننا
منذ الآن يعرف العلماء جزء من الاختلافات الجينية التي تجعل الإنسان متميزاً بالمقارنة مع اقرب كائن حي قريب لنا: الشمبانزي، والذي يجمعنا جد مشترك معه قبل حوالي 5 ملايين سنة. مع تحديد الفروقات الجينية بيننا وبين النيندرتال يمكن الوصول إلى دقة أكبر في قراءة أسباب إنسانيتنا، إذ بينما يفرقنا عن الشمبانزي 35 مليون اختلاف جيني تشير التوقعات الاحصائية إلى انه يوجد حوالي 3 ملايين اختلاف جيني فقط بيننا وبين النيندرتال.
نتائج التحاليل الأولية تشير إلى اننا نتشارك مع النينيدرتال فيما بين 99,5 - 99,9% من الحوض الجيني. إضافة إلى ذلك سيتمكن العلماء من رؤية فيما إذا كانت الفروقات بيننا وبين الشمبانزي تفرقنا عن القرود فقط ام انها ذاتها التي فرقتنا عن النيندرتال أيضا. في مثل هذه الحالة سيكون من المثير دراسة هذه الجينات لمعرفة مالذي جعل الإنسان إنساناً.
خريطة الجينوم النياندرتال وحدها لايمكنها كشف ما الذي يجعلنا مميزين. هذه المعلومة نحصل عليها من خلال المزيد من الأبحاث التي تظهر وظيفة الجينات التي تفرق بيننا. هذا يعني انه لا زال هناك الكثير من الجهود التي يجب بذلها لتحليل وظيفة كل جين. وتحليل جينوم النيندرتال وسيلة لاتعوض، إذ يشبهها العلماء بحجر رشيد، الذي عثر عليه بالقرب من مدينة رشيد في مصر أثناء حملة نابوليون بونابرت، وكان مفتاحا لفك طلاسم الكتابة الهيروغليفية ومعرفة قراءة اللغة المصرية القديمة.

## صور من الحفريات

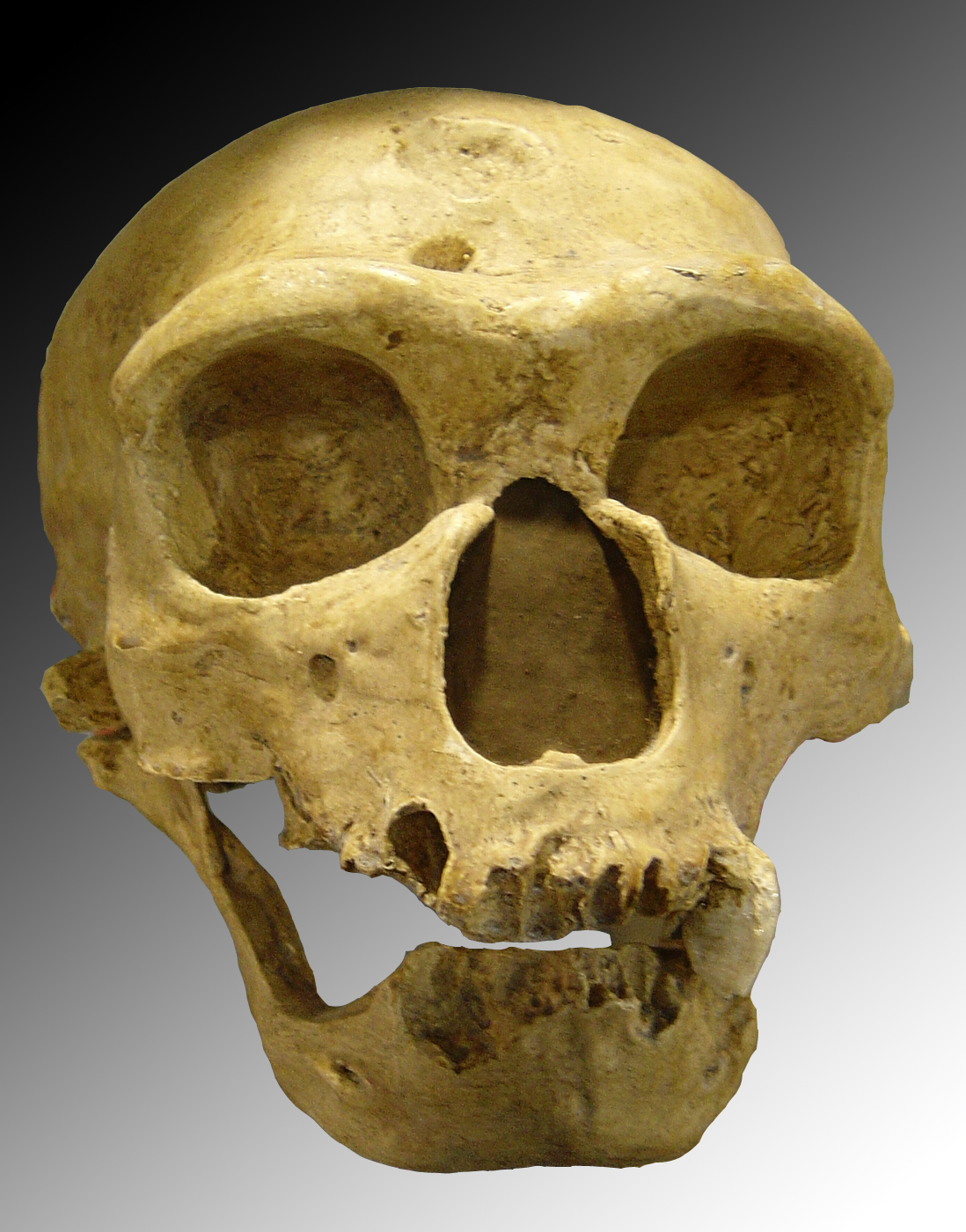
جمجمة النياندرتال الكبيرة نسبيا، وجدت في La Chapelle-aux-Saints
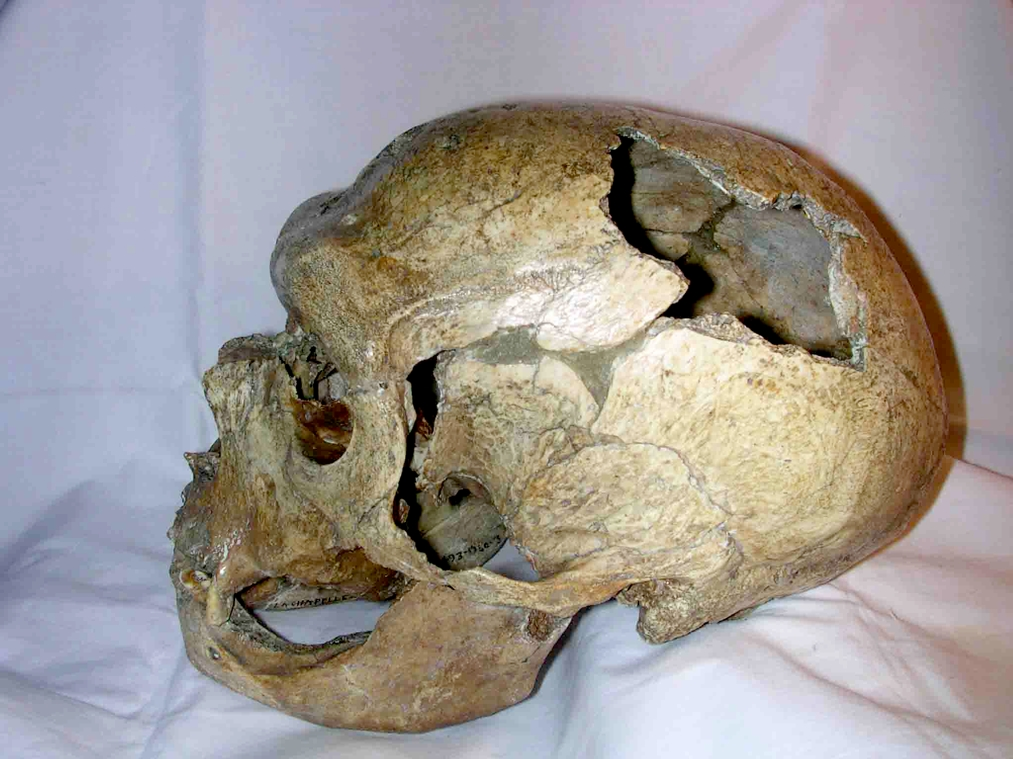
جمجمة للنياندرتال وجدت في Chapelle-aux-Saints
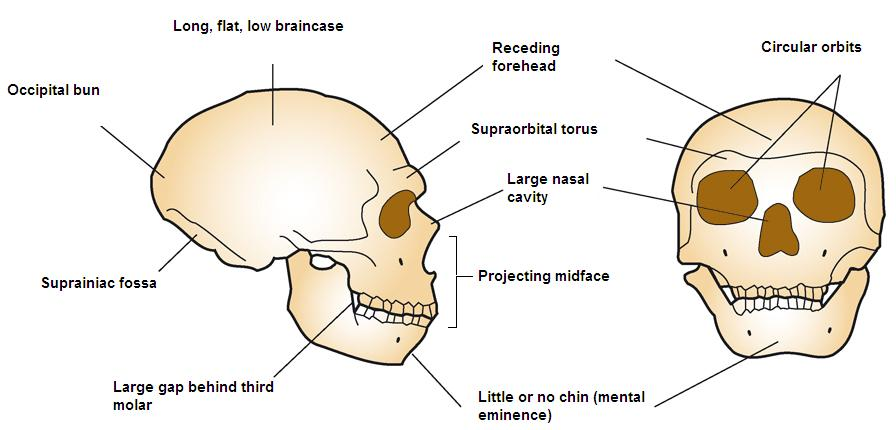
مواصفات مميزة لجمجمة النياندرتال
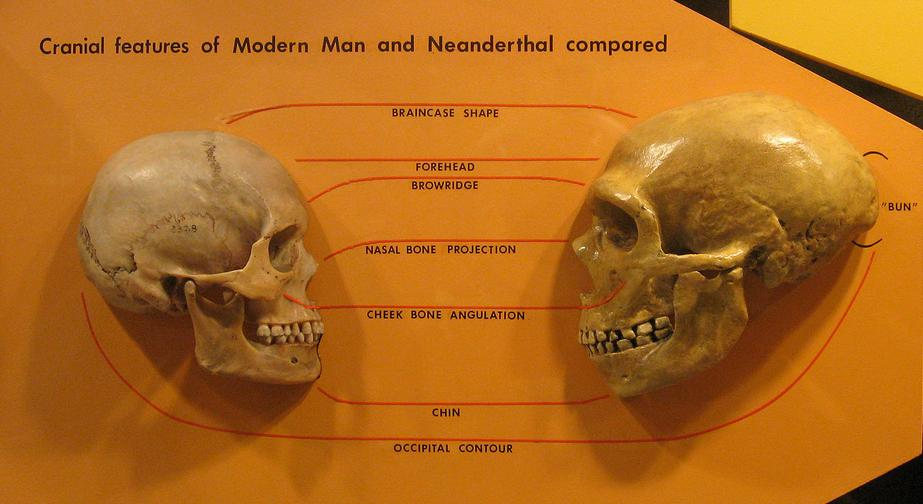
مقارنة بين جمجمة أنسان [اليسار] وجمجمة نياندرتال (يمين)
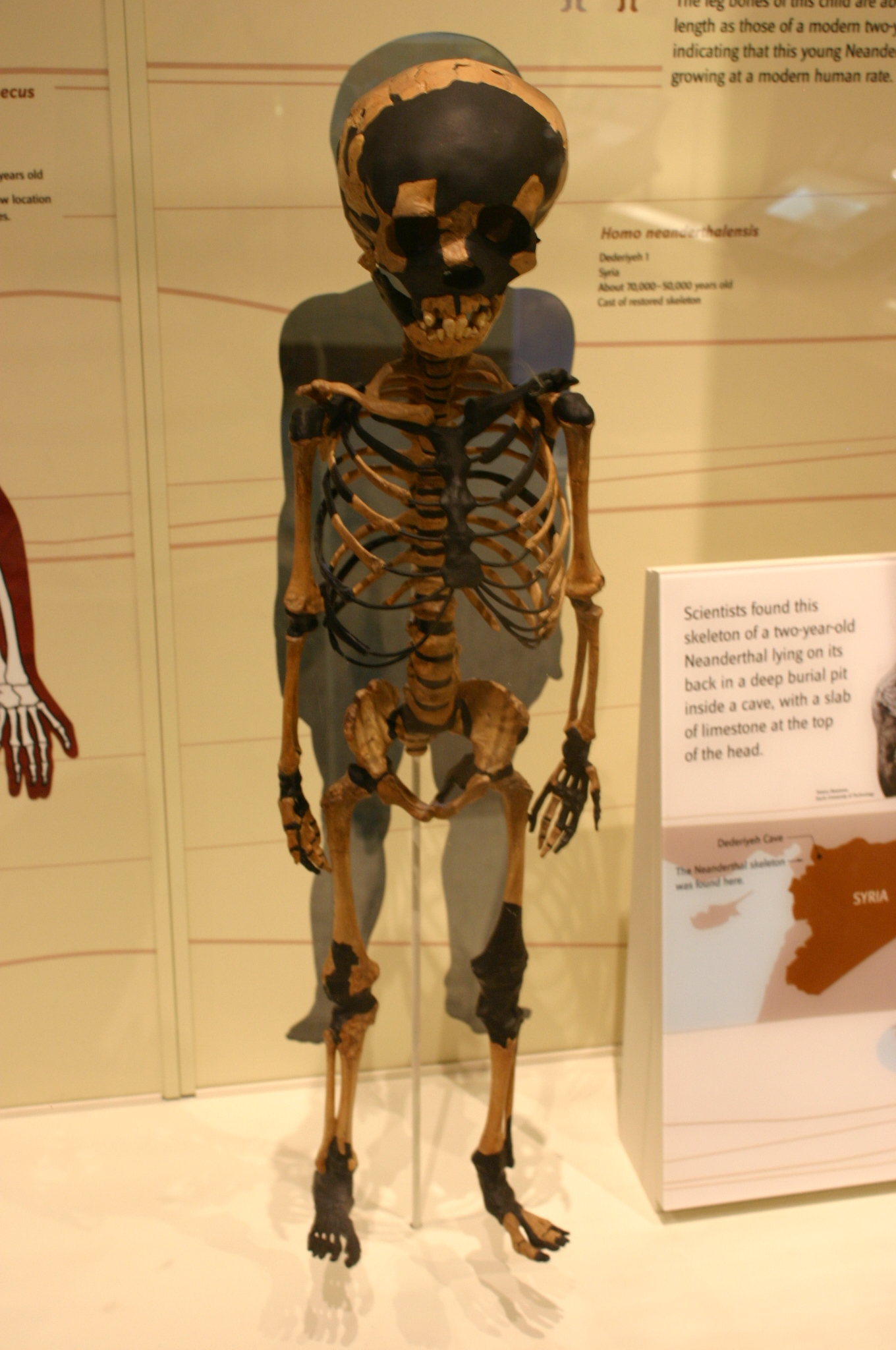
طفل الديدرية الأول الذي عُثر عليه في سورية

## نقوش
عُثر خلال شهر يوليو سنة 2012م على نقشٍ صخريٍّ في كهف غورام بجبل طارق، وُصف بأنَّهُ أقدم عملٍ فنيٍّ تجريديٍّ يعود لإنسان نياندرتال، والنقشُ عبارة عن سلسلةٍ من الخطوط المُتصالبة تبعدُ عن مدخل الكهف حوالي 100 متر.

## وصلات خارجية
- العلماء يفكون الشفرة الوراثية للنياندرتال دويتشه فيله العربية